# 佩扎克勒穆斯捷
佩扎克勒穆斯捷（法語：Peyzac-le-Moustier，法語發音：[pezak lə mustje]）是法国多尔多涅省的一个市镇，属于萨拉拉卡内达区。

## 地理
佩扎克勒穆斯捷（44°59'26"N, 1°4'44"E）面积10.1 平方千米，位于法国新阿基坦大区多爾多涅省，该省份为法国西南部内陆省份，是法國本土面积第三大的省，大致对应佩里戈尔地区，北起顺时针与夏朗德省、上维埃纳省、科雷兹省、洛特省、洛特-加龙省、吉倫特省和滨海夏朗德省接壤。
与佩扎克勒穆斯捷接壤的市镇（或旧市镇、城区）包括：韦泽尔河畔圣莱昂、莱塞济、马尔凯、塔涅斯、塞尔雅克、弗勒拉克、蒂尔萨克。

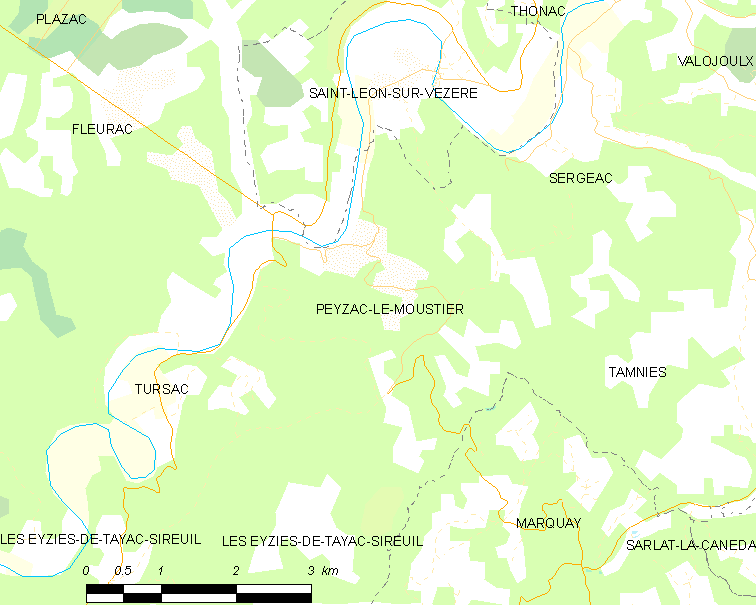
佩扎克勒穆斯捷的OSM定位图

佩扎克勒穆斯捷的时区为UTC+01:00、UTC+02:00（夏令时）。

## 行政
佩扎克勒穆斯捷的邮政编码为24620，INSEE市镇编码为24326。

## 政治
佩扎克勒穆斯捷所属的省级选区为人谷县。

## 人口

1962-2008年间佩扎克勒穆斯捷人口变化图示

佩扎克勒穆斯捷于2022年1月1日时的人口数量为198人。